# Pièces en euro de Monaco
Les pièces en euro de Monaco sont les pièces en euro émises par la principauté de Monaco en vertu de ses accords avec l'Union européenne. Dans la pratique, elles sont frappées par la Monnaie de Paris. Elles ont cours légal dans toute la zone euro mais en réalité, étant donné les faibles tirages, ne s'échangent guère que sur le marché numismatique, à des cours bien supérieurs à leur valeur faciale.

## Historique
L'euro a remplacé l'ancienne monnaie nationale, le franc monégasque, le 1er janvier 1999 (entrée dans la zone euro) au taux de conversion de 1 euro = 6,55957 MCF. Les pièces en euro monégasques ont cours légal dans la zone euro depuis le 1er janvier 2002.
En 1999, le Conseil européen mandate la France pour négocier un accord monétaire avec Monaco. En 2002, une convention monétaire entre la France (au nom de la Communauté européenne) et Monaco est passée : la Principauté de Monaco est autorisée à émettre des pièces destinées à la circulation et des pièces de collection libellées en euros à partir du 1er janvier 2002.

## Description
Comme toutes les pièces d'euro, les pièces monégasques possèdent des caractéristiques techniques et une face revers communes avec celles des autres pays de la zone euro (voir descriptif) qui indique leur valeur faciale, et une face avers spécifique.
Les huit pièces présentent deux dessins différents pour les deux séries de pièces en cent, et deux autres dessins pour les pièces de 1 et 2 euro. Toutes les pièces comportent le mot MONACO. Sur tous les dessins figurent les douze étoiles de l'Union européenne.
La première série portait l'effigie du Prince Rainier III. Une deuxième série a été émise après son décès et l'accession au trône du Prince Albert II.

## Faces nationales

### Première série (2001-2005)
| 1 centime                                                                                    | 2 centimes                       | 5 centimes                                                                    |
| -------------------------------------------------------------------------------------------- | -------------------------------- | ----------------------------------------------------------------------------- |
|                                                                                              |                                  |                                                                               |
| Les armoiries de Monaco.                                                                     |                                  |                                                                               |
| 10 centimes                                                                                  | 20 centimes                      | 50 centimes                                                                   |
|                                                                                              |                                  |                                                                               |
| Le sceau de Monaco.                                                                          |                                  |                                                                               |
| 1 euro                                                                                       | 2 euros                          | Gravure sur la tranche (2 euros)                                              |
|                                                                                              |                                  |                                                                               |
| Les effigies du Prince Rainier III et du Prince héréditaire Albert (futur Prince Albert II). | L'effigie du Prince Rainier III. | 2**, répété 6 fois, orienté alternativement de bas en haut et de haut en bas. |

### Seconde série (2006-)
| 1 centime                                 | 2 centimes                             | 5 centimes |
| ----------------------------------------- | -------------------------------------- | --- |
|                                           |                                        | |
| Les armoiries de Monaco.                  |                                        | |
| 10 centimes                               | 20 centimes                            | 50 centimes |
|                                           |                                        | |
| Monogramme du Prince Albert II de Monaco. |                                        | |
| 1 euro                                    | 2 euros                                | Gravure sur la tranche (2 euros) |
|                                           |                                        | |
| Effigie du Prince Albert II de Monaco.    | Effigie du Prince Albert II de Monaco. | 2**, répété 6 fois, orienté alternativement de bas en haut et de haut en bas. Comme sur les pièces françaises, une des étoiles de la tranche (pas toujours la même) n'est pas complètement évidée et contient une plus petite étoile. |

## Pièces commémoratives
Monaco a émis sa première pièce commémorative de 2 € en 2007.
| 2007                                              | |               |
| 25e anniversaire de la mort de la Princesse Grace | |               |
|                                                   | L'effigie de la Princesse Grace, de profil tourné vers la gauche. La légende MONACO, suivie du millésime 2007, est inscrite en arc de cercle en bas à droite. L'anneau externe de la pièce comporte les douze étoiles du drapeau européen. |               |
| Graveur : Roger Bertrand Baron                    | \| Gravure sur la tranche : \| Date : \| Tirage : \| \| \| Juillet 2007 \| 20 001 pièces \| |               |
| Gravure sur la tranche :                          | Date : | Tirage :      |
|                                                   | Juillet 2007 | 20 001 pièces |

| 2011                                                 | |                |
| Mariage du Prince Albert II et de Charlene Wittstock | |                |
|                                                      | Les effigies du Prince Albert II et de la Princesse Charlène. En bas figurent le nom du pays émetteur MONACO et le millésime 2011. L'anneau externe de la pièce comporte les douze étoiles du drapeau européen. Ces pièces étaient offertes aux invités du mariage princier.[réf. nécessaire] |                |
| Graveur :                                            | \| Gravure sur la tranche : \| Date : \| Tirage : \| \| \| 2 juillet 2011 \| 148 000 pièces \| |                |
| Gravure sur la tranche :                             | Date : | Tirage :       |
|                                                      | 2 juillet 2011 | 148 000 pièces |

| 2012                                                                                        | |                |
| 500e anniversaire de la fondation de la souveraineté de Monaco, obtenue par Lucien Grimaldi | |                |
|                                                                                             | L'effigie de Lucien Ier, de profil, tourné vers la gauche. L'indication du pays émetteur PRINCIPAUTÉ DE MONACO figurent en arc de cercle au-dessus de l'effigie, le long du côté supérieur de la partie interne de la pièce, encadrés par les années 1512 et 2012. Deux losanges sont gravés au début et à la fin du texte. L'inscription LUCIEN Ier est indiqué à la base du cou. L'anneau extérieur de la pièce représente les douze étoiles du drapeau européen. |                |
| Graveur : Robert Prat                                                                       | \| Gravure sur la tranche : \| Date : \| Tirage : \| \| \| 1er juillet 2012 \| 100 000 pièces \| |                |
| Gravure sur la tranche :                                                                    | Date : | Tirage :       |
|                                                                                             | 1er juillet 2012 | 100 000 pièces |

| 2013                                                     | |                  |
| 20e anniversaire de l'adhésion de la Principauté à l'ONU | |                  |
|                                                          | Une colombe de la paix au-dessus d'une carte du monde. En haut, le nom du pays émetteur MONACO. En bas, le texte ADMISSION À L'ONU entouré des années 1993 et 2013. L'anneau externe de la pièce comporte les douze étoiles du drapeau européen. |                  |
| Graveur :                                                | \| Gravure sur la tranche : \| Date : \| Tirage : \| \| \| Juillet 2013 \| 1 229 131 pièces \| |                  |
| Gravure sur la tranche :                                 | Date : | Tirage :         |
|                                                          | Juillet 2013 | 1 229 131 pièces |

| 2015                                                                  | |               |
| 800e anniversaire de la construction du premier château sur le Rocher | |               |
|                                                                       | La représentation d'une tour sur le Rocher de Monaco vue depuis la mer. En bas, la légende FONDATION DE LA FORTERESSE entourée des deux années 1215 et 2015. En haut, la mention du pays émetteur MONACO. |               |
| Graveur :                                                             | \| Gravure sur la tranche : \| Date : \| Tirage : \| \| \| 1er novembre 2015 \| 10 000 pièces \| |               |
| Gravure sur la tranche :                                              | Date : | Tirage :      |
|                                                                       | 1er novembre 2015 | 10 000 pièces |

| 2016                                                                       | |               |
| 150e anniversaire de la fondation de Monte-Carlo par le prince Charles III | |               |
|                                                                            | Le buste du prince Charles III en uniforme militaire devant une vue de Monte-Carlo. En bas, la légende 1866 CHARLES III FONDE MONTE CARLO. En haut, la mention du pays émetteur MONACO. L'anneau externe de la pièce comporte les douze étoiles du drapeau européen. |               |
| Graveur :                                                                  | \| Gravure sur la tranche : \| Date : \| Tirage : \| \| \| 1er juin 2016 \| 15 000 pièces \| |               |
| Gravure sur la tranche :                                                   | Date : | Tirage :      |
|                                                                            | 1er juin 2016 | 15 000 pièces |

| 2017                                                                        | |               |
| 200e anniversaire de la création de la Compagnie des Carabiniers du Prince, | |               |
|                                                                             | Deux carabiniers devant le Palais de Monaco, l'un en pied et l'autre en buste. En bas la légende CARABINIERS DU PRINCE surmontée des années 1817-2017. En haut, le nom du pays émetteur MONACO. L'anneau externe de la pièce comporte les douze étoiles du drapeau européen. |               |
| Graveur :                                                                   | \| Gravure sur la tranche : \| Date : \| Tirage : \| \| \| 13 novembre 2017 \| 15 000 pièces \| |               |
| Gravure sur la tranche :                                                    | Date : | Tirage :      |
|                                                                             | 13 novembre 2017 | 15 000 pièces |

| 2018 | |               |
| 250e anniversaire de la naissance du sculpteur, peintre et dessinateur monégasque François-Joseph Bosio, le 19 mars 1768, à Monaco, | |               |
| | Effigie de François-Joseph Bosio et représentation de son œuvre La Nymphe Salmacis. En haut, la mention du pays émetteur MONACO. En bas, sur une première ligne le nom du sculpteur FRANÇOIS-JOSEPH BOSIO et sur une seconde, son année de naissance 1768, son métier SCULPTEUR et le millésime 2018. L'anneau externe de la pièce comporte les douze étoiles du drapeau européen. |               |
| Graveur : | \| Gravure sur la tranche : \| Date : \| Tirage : \| \| \| 1er juin 2018 \| 16 000 pièces \| |               |
| Gravure sur la tranche : | Date : | Tirage :      |
| | 1er juin 2018 | 16 000 pièces |

| 2019                                                                             | |               |
| 200e anniversaire de l'accession au trône du Prince Honoré V, le 16 février 1819 | |               |
|                                                                                  | Buste du prince Honoré V, tournant la tête légèrement vers la gauche. En bas, le mot Avènement entouré des années 1819 et 2019. En haut, à gauche, le nom du prince HONORÉ V. En haut, à droite, le nom du pays émetteur MONACO. L'anneau externe de la pièce comporte les douze étoiles du drapeau européen. |               |
| Graveur :                                                                        | \| Gravure sur la tranche : \| Date : \| Tirage : \| \| \| 1er juin 2019 \| 15 000 pièces \| |               |
| Gravure sur la tranche :                                                         | Date : | Tirage :      |
|                                                                                  | 1er juin 2019 | 15 000 pièces |

| 2020                                                                                           | |               |
| 300e anniversaire de la naissance du Prince Honoré III, le 10 novembre 1720 à Paris, en France | |               |
|                                                                                                | Représentation du prince Honoré III, de face, tenant un sceptre à la main. En bas, le mot Naissance entouré des années 1720 et 2020. En haut, à gauche, le nom du prince HONORÉ III. En haut, à droite, le nom du pays émetteur MONACO. L'anneau externe de la pièce comporte les douze étoiles du drapeau européen. |               |
| Graveur :                                                                                      | \| Gravure sur la tranche : \| Date : \| Tirage : \| \| \| 1er juin 2020 \| 15 000 pièces \| |               |
| Gravure sur la tranche :                                                                       | Date : | Tirage :      |
|                                                                                                | 1er juin 2020 | 15 000 pièces |

| 2021                                                                                                   | |               |
| 10e anniversaire du mariage du prince Albert II et de la princesse Charlène, les 1er et 2 juillet 2011 | |               |
| | Portraits de profil gauche du prince Albert II et de la princesse Charlène. Les effigies sont entourées, en arc de cercle, de la mention du pays émetteur MONACO en haut, et de la légende 2011 MARIAGE PRINCIER 2021 en bas. L'anneau extérieur de la pièce comporte les douze étoiles du drapeau européen. |               |
| Graveur :                                                                                              | \| Gravure sur la tranche : \| Date : \| Tirage : \| \| \| 1er juillet 2021 \| 15 000 pièces \| |               |
| Gravure sur la tranche :                                                                               | Date : | Tirage :      |
| | 1er juillet 2021 | 15 000 pièces |

| 2022                                                        | |               |
| 100e anniversaire de la mort du prince Albert Ier de Monaco | |               |
|                                                             | le dessin représente le portrait du Prince Albert Ier. À gauche figure le nom du pays d’émission «MONACO» et à droite, l’année d’émission «2022». En bas figure l’inscription «ALBERT Ier», suivie des années «1848-1922». |               |
| Graveur :                                                   | \| Gravure sur la tranche : \| Date : \| Tirage : \| \| \| Septembre 2022 \| 15 000 pièces \| |               |
| Gravure sur la tranche :                                    | Date : | Tirage :      |
|                                                             | Septembre 2022 | 15 000 pièces |

| 2023                                                              | |               |
| 100e anniversaire de la naissance du prince Rainier III de Monaco | |               |
|                                                                   | Le dessin représente le portrait du Prince Rainier. À haut figure l'année et le nom du pays d’émission «MONACO 2023». En bas figure l’inscription «RAINIER III», suivie de la date «31 MAI 1923». |               |
| Graveur :                                                         | \| Gravure sur la tranche : \| Date : \| Tirage : \| \| \| 1er juin 2023 \| 15 000 pièces \| |               |
| Gravure sur la tranche :                                          | Date : | Tirage :      |
|                                                                   | 1er juin 2023 | 15 000 pièces |

| 2024                                                                                  | |               |
| 500e anniversaire de la reconnaissance de la souveraineté de Monaco par Charles Quint | |               |
|                                                                                       | Le dessin figure l’effigie de Charles V. En haut, en demi-cercle, on peut voir le nom du pays émetteur «MONACO». En bas figure l’inscription «1524 – TRAITÉ AVEC CHARLES QUINT – 2024». |               |
| Graveur :                                                                             | \| Gravure sur la tranche : \| Date : \| Tirage : \| \| \| juin 2024 \| 15 000 pièces \|                                                                                                |               |
| Gravure sur la tranche :                                                              | Date : | Tirage :      |
|                                                                                       | juin 2024 | 15 000 pièces |

## Tirage des pièces de circulation
|       | 1 ct    | 2 ct    | 5 ct    | 10 ct   | 20 ct   | 50 ct   | 1 €       | 2 €       | 2 € comm. |
| 2001  | 350 700 | 396 900 | 323 500 | 323 500 | 389 900 | 325 500 | 994 600   | 923 300   | -         |
| 2002  | 40 000  | 40 000  | 40 000  | 407 200 | 376 000 | 364 000 | 512 500   | 496 000   | -         |
| 2003  | -       | -       | -       | 100 800 | 100 000 | 100 000 | 135 000   | 228 000   | -         |
| 2004  | 14 999  | 14 999  | 14 999  | 14 999  | 14 999  | 14 999  | 14 999    | 14 999    | -         |
| 2005  | 35 300  | 35 000  | 35 000  | -       | -       | -       | -         | -         | -         |
| 2006  | 11 180  | 11 260  | 11 180  | 11 180  | 11 180  | 11 180  | 11 180    | 11 180    | -         |
| 2007  | -       | -       | -       | -       | -       | -       | 100 000   | -         | 20 001    |
| 2008  | -       | -       | -       | -       | -       | -       | -         | -         | -         |
| 2009  | 8 000   | 8 000   | 8 000   | 8 000   | 8 000   | 8 000   | 8 000     | 258 000   | -         |
| 2010  | -       | -       | -       | -       | -       | -       | -         | 25 000    | -         |
| 2011  | 7 000   | 7 000   | 7 000   | 7 000   | 7 000   | 7 000   | 7 000     | 1 039 052 | 147 877   |
| 2012  | -       | -       | -       | -       | -       | -       | -         | 1 082 373 | 110 000   |
| 2013  | 10 000  | 10 000  | 10 000  | 10 000  | 10 000  | 10 000  | 10 000    | 10 000    | 1 249 131 |
| 2014  | 8 000   | 8 000   | 8 000   | 8 000   | 8 000   | 8 000   | 1 008 272 | 780 000   |           |
| 2015  | -       | -       | -       | -       | -       | -       | -         | 1 306 782 | 10 000    |
| 2016  | -       | -       | -       | -       | -       | -       | 1 000 000 | 864 645   | 15 000    |
| Total | 485 179 | 531 159 | 457 679 | 890 679 | 925 079 | 846 679 | 3 801 551 | 7 039 331 | 1 552 009 |

## Compléments